# Ski-Doo
Pour les articles homonymes, voir Skidoo.
Ski-Doo est une marque de motoneiges fabriquées par Bombardier Produits récréatifs. Le premier Ski-Doo fut lancé en 1959. C'était la nouvelle invention de Joseph-Armand Bombardier et de son entreprise Auto-Neige Bombardier Limitée.
Le nom était originellement Ski-Dog, mais selon une rumeur le « g » mal imprimé dans le texte envoyé à la maison de publicité s'est transformé en « o » dans la campagne publicitaire. La confusion aurait été facilitée par l'existence du mot skidoo ou skiddoo, en argot newyorkais, lequel a une origine complètement différente mais porte le sens de « partir en coup de vent ». Rien n'a été prouvé quant à la manière dont un g serait devenu un o.

## Début

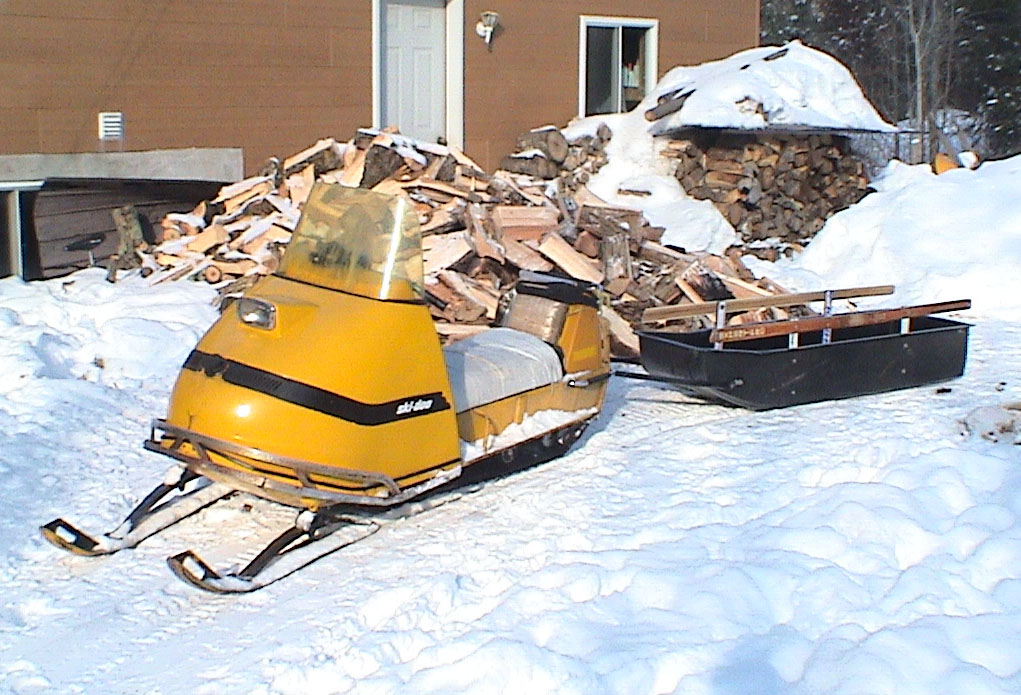
Ski-doo Olympic 1969

Après la guerre, J.-Armand Bombardier doit élargir son entreprise. Il la diversifie en fabriquant des véhicules tout-terrains. Le Muskeg, véhicule créé pour l’industrie forestière et minière, en est un exemple. 
Insatisfait des fournisseurs de caoutchouc, Bombardier commence à fabriquer ses propres chenilles. Ceci rend possible la production de petites motoneiges pour une ou deux personnes lorsque des petits moteurs fiables et légers à quatre temps apparaissent dans les années 1950. Son fils Germain participe aussi à l’élaboration de ces véhicules. Le premier modèle de motoneige Ski-Doo fabriqué en série par Bombardier sort en 1959. Il est fait en acier et a un châssis d’une seule pièce. Sa transmission est manuelle, le moteur léger est à quatre temps et les skis sont en bois. Sa vitesse maximale est de 25 milles par heure (40 km/h) .
Durant les années suivantes, Bombardier apporte plusieurs modifications à ces modèles. En 1960, Bombardier ajoute un dossier pour assurer que le passager soit confortable. Puis, pour permettre une meilleure visibilité, J.-A Bombardier ajoute un phare à ses nouveaux modèles. Finalement, un premier modèle à transmission automatique avec des commandes sur le guidon et un réservoir d’essence de 4 gallons impériaux (18 litres) est produit. En 1961, Bombardier perfectionne son Ski-Doo tout en réduisant le poids du véhicule et tout en gardant une bonne robustesse. Certains exemplaires expérimentaux seront équipés de skis en métal (les deux types de skis sont toutefois interchangeables).
En 1962, le modèle A 62 permet aux utilisateurs d’avoir une meilleure prise sur la neige puisqu’il a une suspension plus flexible que les modèles précédents. De plus, le A 62 est plus maniable, puisqu’il est muni d’un frein. D’ailleurs, il est plus économique. À la suite des essais de 1961, les skis en métal deviennent la nouvelle norme.
Durant l’année 1963, Bombardier continue à raffiner ses modèles en modifiant le châssis et en ajoutant un coffre à gants. De plus, son nouveau châssis est plus léger. Puis, le Ski-Doo est muni d’un capot en fibre de verre. Les modèles qui précèdent le RD 8 ne sont plus équipés d’un seul ski ce qui engendre plusieurs problèmes : les arbustes et les branches se coincent entre les skis. Pour lui donner plus d’autonomie, on lui pose un réservoir de six gallons. Puis, on lui ajoute un espace de rangement sous la banquette.

## Modèles
| Nom du modèle | Années de production            | Moteur |
| ------------- | ------------------------------- | ------ |
| K             | 1959-1962                       | Kohler |
| J             | 1961-1962                       | JLO    |
| R6            | 1963                            | Rotax  |
| R8            | 1963-1964                       | Rotax  |
| RD8           | 1963-1964                       | Rotax  |
| Olympique     | 1965-1979                       | Rotax  |
| Chalet        | 1965-1967                       | Rotax  |
| Alpine        | 1965-1995                       | Rotax  |
| Nordic/Nordik | 1969-1974, 1981-1985, 1987-1991 | Rotax  |
| TNT           | 1969-1978                       | Rotax  |
| Invader       | 1970                            | Rotax  |
| Élan          | 1971-1996                       | Rotax  |
| Valmont       | 1971-1973                       | Rotax  |
| Blizzard      | 1971-1973, 1978-1984            | Rotax  |
| Skandic       | 1971-1973, 1982-1987, 1992-Auj. | Rotax  |
| Élite         | 1973-1975, 1978-1982, 2004-2005 | Rotax  |
| Everest       | 1975-1983                       | Rotax  |
| RV            | 1976-1978                       | Rotax  |
| Citation      | 1978-1991                       | Rotax  |
| Safari        | 1984-1993                       | Rotax  |
| SS25          | 1984                            | Rotax  |
| Formula       | 1985-2001                       | Rotax  |
| Tundra        | 1985-Auj.                       | Rotax  |
| Escapade      | 1987-1989                       | Rotax  |
| Stratos       | 1987-1988                       | Rotax  |
| Cheyenne      | 1989-1991                       | Rotax  |
| Saga          | 1989                            | Rotax  |
| Mach          | 1990-2003, 2005-2008-Auj.       | Rotax  |
| Grand Touring | 1993-2003, 2010-Auj.            | Rotax  |
| MXZ           | 1994-Auj.                       | Rotax  |
| Summit        | 1994-Auj.                       | Rotax  |
| Touring       | 1995-2001                       | Rotax  |
| Mini Z        | 1997-2008                       | Honda  |
| Legend        | 2002-2005, 2007-2009            | Rotax  |
| GSX           | 2004-2015                       | Rotax  |
| GTX           | 2005-2009                       | Rotax  |
| Expedition    | 2005-Auj.                       | Rotax  |
| Freestyle     | 2006-2009                       | Rotax  |
| Renegade      | 2010-Auj.                       | Rotax  |
| Freeride      | 2012-Auj.                       | Rotax  |
| Backcountry   | 2019-Auj.                       | Rotax  |

## Utilisateur

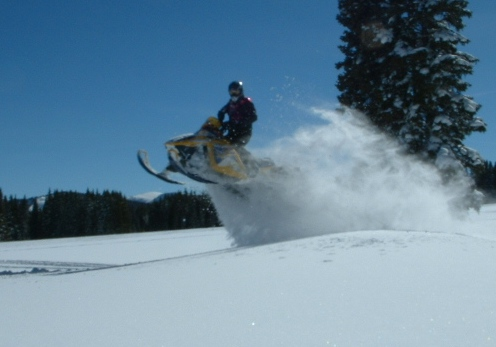
Un Ski-Doo XRS 800

Le véhicule trouve dès le début une clientèle auprès des missionnaires, des trappeurs, des prospecteurs, des arpenteurs et d'autres personnes appelées à se déplacer sur les neiges des régions isolées. Mais le grand succès est auprès des sportifs et des amateurs de randonnée, un marché qui lui ouvrira les portes de la production de masse. 
Parce que ce véhicule a dominé le marché à ses débuts, skidoo (ou ski-doo et ski doo) est souvent employé comme terme quasi-générique quand l'utilisateur veut en réalité parler d'une motoneige.